# سیارک ۲۲۱۴۶
سیارک ۲۲۱۴۶ (به انگلیسی: 22146 Samaan، نامگذاری:2000WM23) بیست و دو هزار و صد و چهل و ششمین سیارک کشف شده‌است که در ۲۰ نوامبر ۲۰۰۰ کشف شد.
قدر مطلق سیارک برابر ۱۲.۳ است.